# 麥堅力
麥堅力，MH（1988年5月22日—），香港男子橄欖球運動員。2008年開始代表香港男子七人欖球代表隊參加國際賽事，其胞弟湯麥堅同為港隊成員。

## 簡歷
2014年9月，麥堅力代表香港參加南韓仁川舉行的亞運會七人欖球比賽，在決賽負於日本隊，奪得銀牌。